# Abt Sportsline
Este artículo trata sobre la empresa de carreras de automovilismo y de tuning de automóviles. Para la escudería que compite en la Fórmula E, véase ABT Schaeffler Formula E Team.
Abt Sportsline es una empresa de carreras de automovilismo y de tuning de automóviles con sede en Kempten, Alemania. Abt negocia principalmente con Audi y con otras marcas del Grupo Volkswagen (Volkswagen, Škoda y SEAT).

## Historia

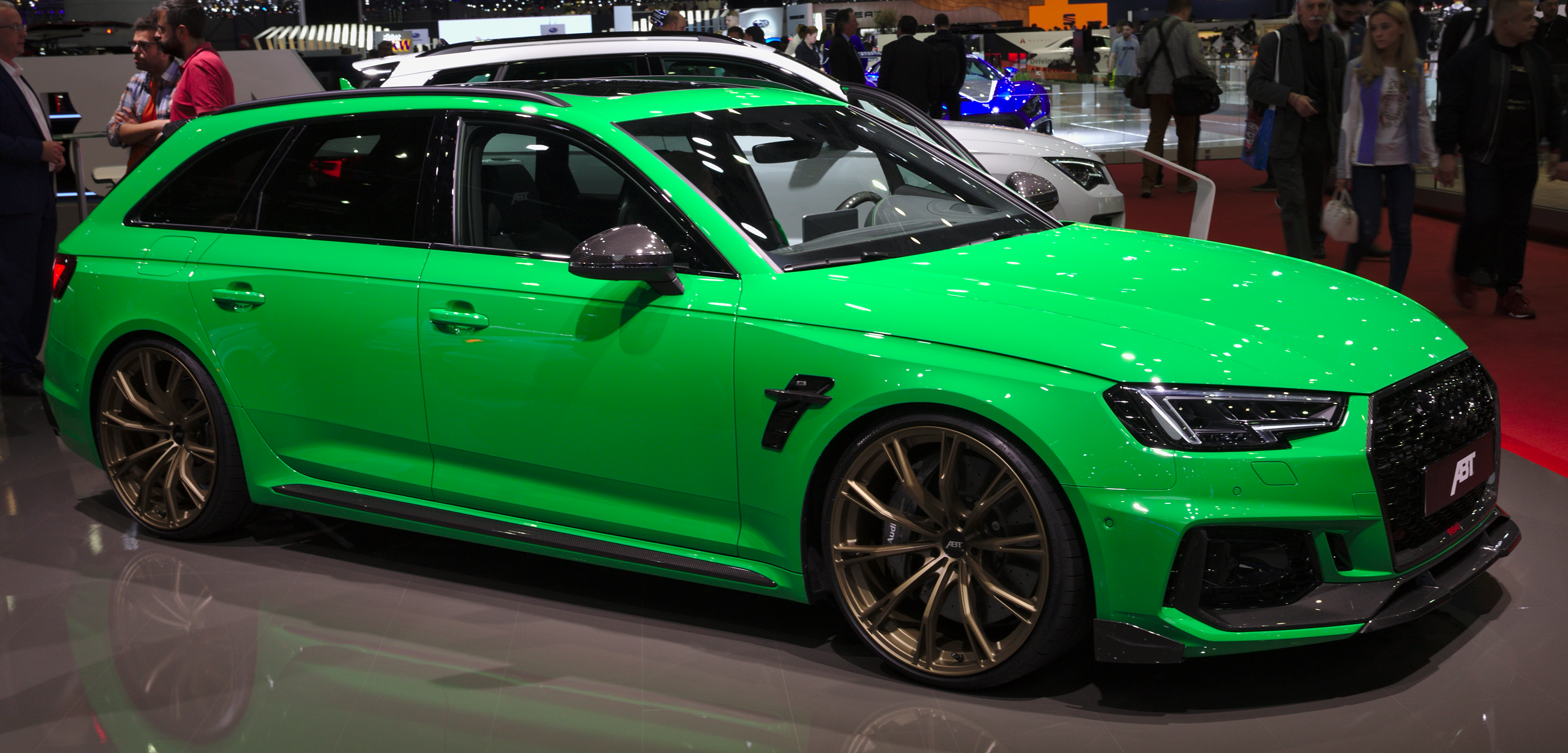
Abt RS4-R Avant.

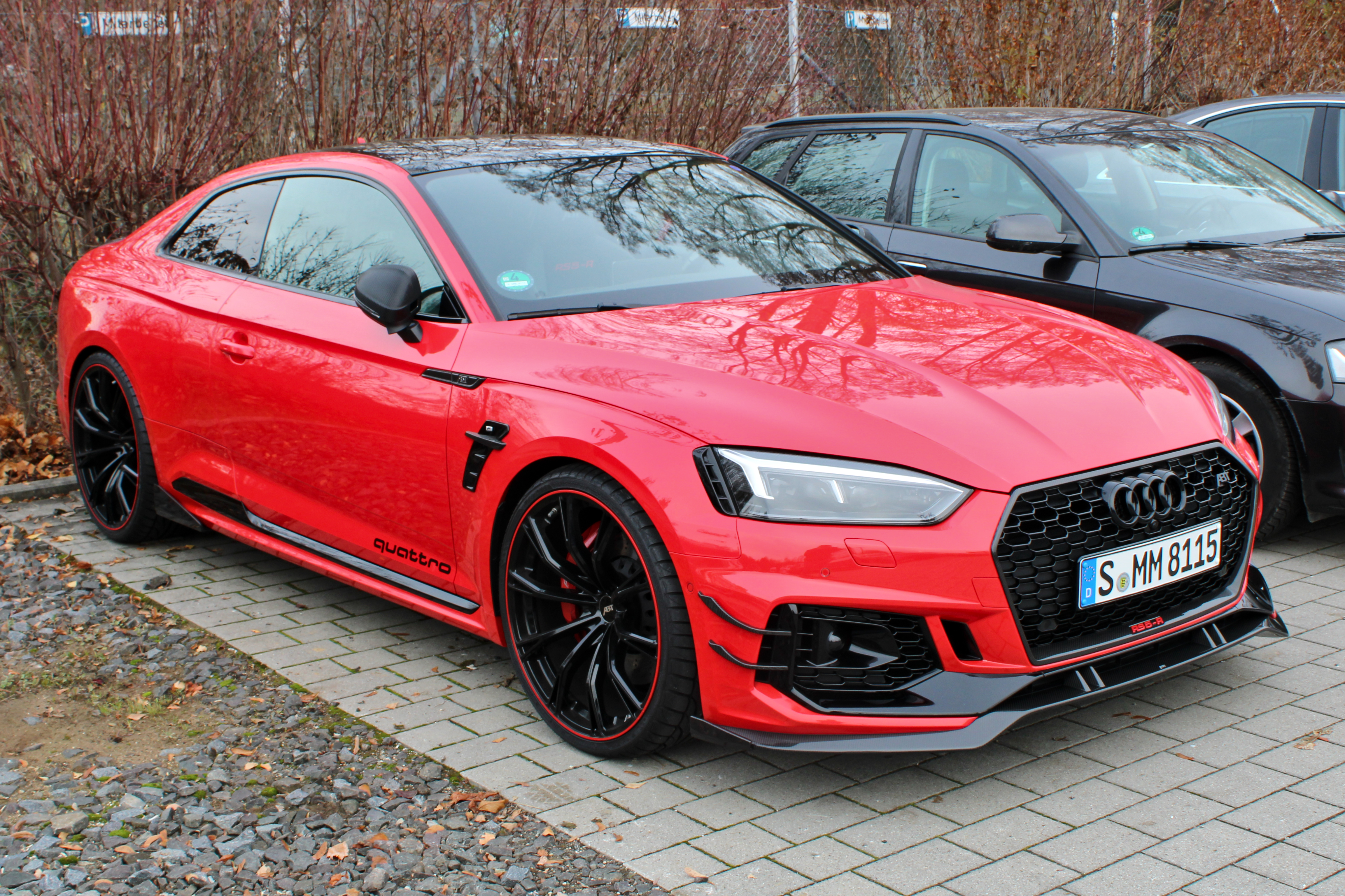
Abt RS5-R.

En 1896, el herrero Johann Baptist Abt instaló su propia forja en Kempten. Abt Sportsline se origina en esta fragua.
Johann Abt (nacido en diciembre de 1935), fue un piloto de carreras de Abarth hasta 1970. Poco tiempo después, volvió a las carreras con automóviles de su propio equipo, ganando el "Trophée de l'Avenir" y otras series.
Desde la muerte de su padre Johann en 2003, la empresa, con 100 empleados, ha sido dirigida por los hermanos Hans-Jürgen Abt (director) y Christian Abt, que también es un piloto de automóviles de carreras.

## Mercado
Abt Sportsline usó mucho de su conocimiento en las carreras y lo adaptó para la carretera, convirtiéndose en una empresa de tuning exitosa para la línea entera de productos del Grupo Volkswagen (incluyendo Audi).

## Automóviles notables
- AS4-R ― Un A4 Avant altamente modificado, el AS4-R tiene un motor V6 biturbo de 2,7 litros que produce 480 CV a 6800 rpm, y 565 Nm de par motor a 3300 rpm.
- TT-R ― Un Audi TT V6 de segunda generación sobrealimentado.
- R8-R ― Un Audi R8 de Abt que aún no fue puesto en venta. Tendrá un sobrealimentador junto con el potente motor V8 4.2 de Audi, que producirá 530 CV.
- R8 GT R ― Una versión del Audi R8 V10 altamente modificada, que Abt Sportsline llama "un campeón de carreras para la carretera". El Abt R8 GT R tiene una versión modificada del motor V10 5.2, aumentando la potencia de 525 CV a 620 CV. Muchas partes nuevas del exterior están hechas de fibra de carbono, disminuyendo el peso del automóvil en 100 kg. El interior tiene muchas modificaciones para hacerlo más similar a un automóvil de carreras, incluyendo asientos de carreras, un extintor, un cinturón de seguridad de 4 puntos, una barra de seguridad y un nuevo volante. Fueron realizadas otras modificaciones para hacer que este automóvil de carreras sea legal en las carreteras.[2]

## Competición
Después de que Christian Abt ganase el título del campeonato de Super Tourenwagen Cup en 1999 con un Audi A4, decidieron unirse al Deutsche Tourenwagen Masters. El nuevo Audi TT-R inicialmente mostró su falta de tiempo de desarrollo, pero en 2002, el equipo celebró su mayor éxito en la historia de la empresa con el título del francés Laurent Aïello en DTM.

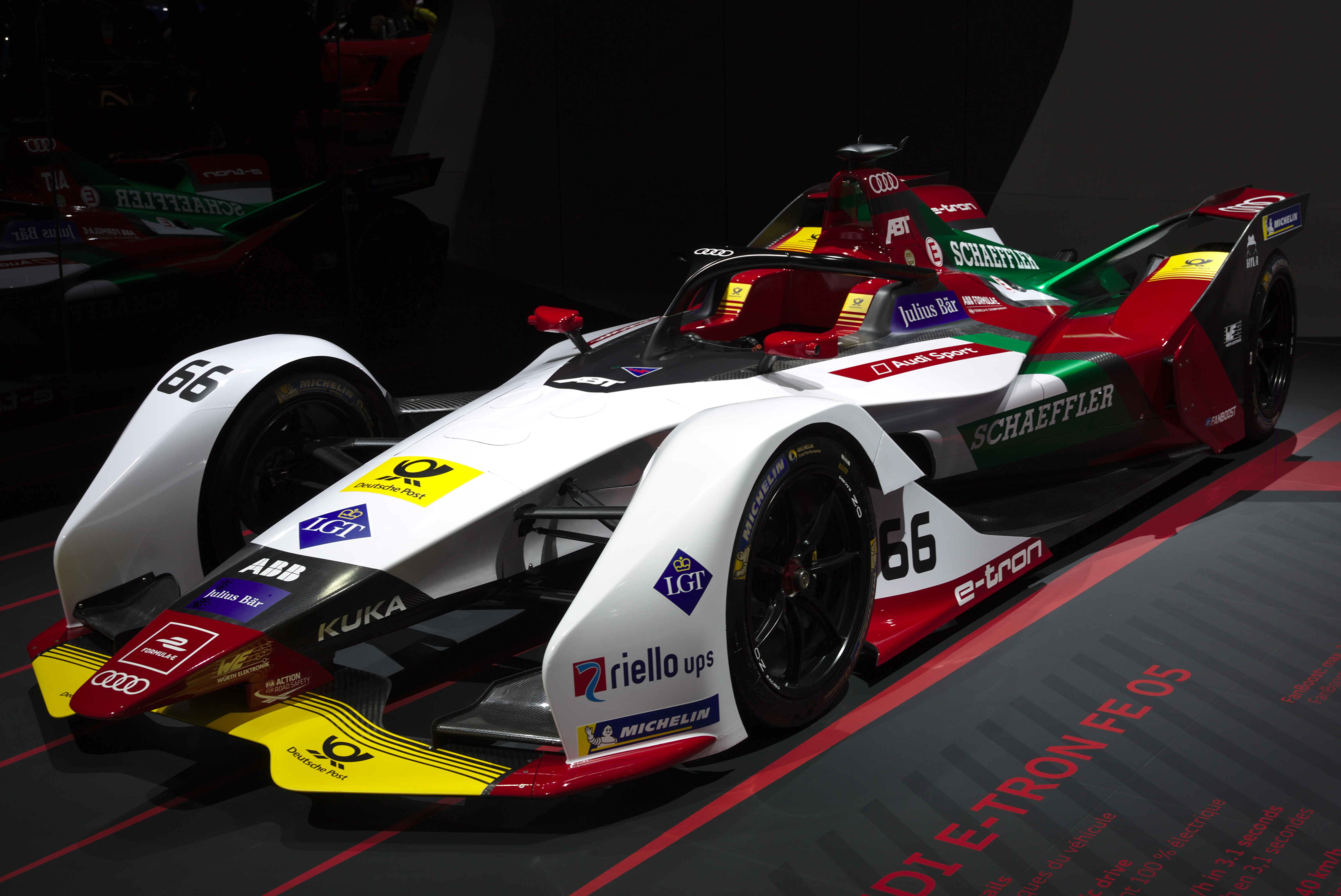
Spark SRT05e de Fórmula E de Abt.

En la temporada 2003 de DTM, Abt Sportsline dio a su aprendiz de 19 años, Peter Terting, la oportunidad de conducir uno de sus automóviles de 470 CV, después de que el rookie hubiese ganado el título en la ADAC VW Lupo Cup Series en 2002. 
En 2008, Daniel Abt, hijo de Hans-Jürgen, inició su carrera en monoplazas de la mano de la compañía. Ganó la ADAC Fórmula Masters al año siguiente. Volvió al equipo en 2014, para competir en Fórmula E. 

### Fórmula E
Abt participa en el campeonato de Fórmula E desde su primera temporada, con colaboración logística con Audi Sport. En la temporada 2017-18, el equipo ganó el Campeonato de Equipos y el de Pilotos con Lucas di Grassi. Junto con Daniel Abt, estos dos pilotos han competido en todas las temporadas junto a Abt Sportsline.